# Gaëtan Huard
Pour les articles homonymes, voir Huard.
Gaëtan Huard, né le 12 janvier 1962 à Montargis, est un footballeur français évoluant au poste de gardien de but du début des années 1980 à la fin des années 1990, notamment au RC Lens, à l'Olympique de Marseille et aux Girondins de Bordeaux. Il est aujourd'hui consultant pour beIN Sport et la radio des Girondins de Bordeaux Gold FM.
Il détient le record d'invincibilité (1176 minutes) en championnat de France de football (record obtenu avec les Girondins de Bordeaux lors de la saison 1992-1993).

## Biographie
Gaëtan Huard débute à Amilly dans le Loiret en 1972. Il est au départ avant-centre en poussins puis en pupilles, et inscrit beaucoup de buts, souvent de la tête. À partir des minimes, il alterne parfois au poste de gardien de buts pour lequel il est retenu en sélection du Loiret, en compagnie de l'autre gardien amillois Jean-Pierre Jarno.  En cadet, toujours au poste de gardien, il n'est qu'en troisième position pour les sélections nationales et n'est pas finalement pas retenu. En 1978, il signe au CA Pithiviers, toujours dans le Loiret, où il remplace son père en D4 (un niveau au-dessus de son club formateur, le J3 sports Amilly).
Il commence sa carrière professionnelle au RC Lens en 1980 comme troisième gardien derrière Francis Hédoire et Dominique Leclercq. Il joue son premier match en première division, le 29 septembre 1980, âgé de 18 ans seulement, lors de Lens-Bastia (5-0). Les deux saisons suivantes, il joue 10 puis 15 matchs et, avec la réserve du club, il est vainqueur du groupe Nord de Division 3 en 1982/1983. Il est appelé en espoirs pour le Tournoi de Toulon 1983. Il devient titulaire dans les buts lensois à partir de la saison 1984-1985 et y reste jusqu'en 1988. Huard est apprécié par le public de Bollaert pour son jeu spectaculaire.
Il rejoint ensuite l'Olympique de Marseille. Avec le club phocéen, qui domine le football français, il réalise le doublé coupe-championnat en 1989, lors de sa première saison. La saison suivante il remporte le championnat de France. Sa saison est gâchée le 21 mars 1990 à cause d'une blessure en quarts de finale retour de la C1, contre le CSKA Sofia. Il effectue une sortie pour capter le ballon, que convoite aussi son coéquipier Éric Mura. Les deux ne se voient pas et se télescopent, Éric Mura blesse alors involontairement Gaëtan à la jambe. Cette fracture fait manquer à Gaëtan la fin de saison, ce qui l'empêche notamment de jouer les demi-finales de la C1 contre Benfica. Il manque aussi la totalité de la saison suivante. À la suite de cette grave blessure et vu qu'aucun des deux remplaçants (Jean Castaneda et Pascal Rousseau) n'a réussi à s'imposer lors de la fin de saison, les dirigeants marseillais embauchent Pascal Olmeta pour la saison 1990-1991. Ce dernier s'impose totalement dans les cages marseillaises, poussant Gaëtan Huard à changer de club dès son rétablissement.
C'est ainsi qu'il quitte le club en 1991 pour rejoindre les Girondins de Bordeaux, venant d'être rétrogradés en Division 2 pour raisons administratives. Avec des coéquipiers comme Christophe Dugarry et Bixente Lizarazu, il remporte le titre de champion de France de D2 1992.
Lors de la saison 1992-1993, après un 5-0 contre le Paris SG où il reçoit le surnom de « Guéguette » à cause de ses bévues, il garde sa cage inviolée pendant 1 176 minutes, établissant ainsi le record d'invincibilité pour un gardien de but en Championnat de France. Entre le but d'Amara Simba pour le PSG à la 73e minute de la 17e journée, et le but d'Aljoša Asanović pour Montpellier à la 79e minute de la 31e journée, Gaëtan Huard garde ses buts inviolés durant treize matches complets (de la 18e à la 30e journée) soit 1 080 minutes, auxquelles il faut ajouter 96 minutes de deux autres rencontres (les 17 dernières du PSG/Bordeaux et les 79 premières de Bordeaux/Montpellier).
En septembre 1993, il joue un match avec l'équipe de France A'.
Lors de la saison 1995-1996, les Girondins remportent la Coupe Intertoto et accèdent à la Coupe UEFA. En quarts de finale, les Bordelais éliminent le Milan AC grâce à une victoire trois buts à zéro à Lescure. Huard sauve les siens dans les dernières minutes en effectuant un arrêt décisif face à George Weah. Après avoir éliminé le Slavia Prague en demi-finale, le club au scapulaire perd en finale contre le Bayern Munich.
À l'été 1996, il quitte la France et s'engage avec le club espagnol d'Alicante. Il ne joue que dix matchs et le club est relégué en deuxième division. Il met alors un terme à sa carrière.
Après sa carrière de joueur, il devient consultant pour Canal+ puis beIN Sports.
En 2022, le magazine So Foot le classe dans le top 1000 des meilleurs joueurs du championnat de France, à la 24e place.

## Statistiques
| Saison    | Club                   | Pays | Division       | Championnat | Championnat | Coupe d'Europe | Coupe d'Europe | Coupe d'Europe | Coupes nationales | Coupes nationales | Total  | Total |
| Saison    | Club                   | Pays | Division       | Matchs      | Buts        | Coupe          | Matchs         | Buts           | Matchs            | Buts              | Matchs | Buts  |
| --------- | ---------------------- | ---- | -------------- | ----------- | ----------- | -------------- | -------------- | -------------- | ----------------- | ----------------- | ------ | ----- |
| 1980-1981 | RC Lens                |      | Division 1     | 4           | 0           | -              | -              | -              | -                 | -                 | 4      | 0     |
| 1981-1982 | RC Lens                |      | Division 1     | 10          | 0           | -              | -              | -              | -                 | -                 | 10     | 0     |
| 1982-1983 | RC Lens                |      | Division 1     | 15          | 0           | -              | -              | -              | 3                 | 0                 | 18     | 0     |
| 1983-1984 | RC Lens                |      | Division 1     | 4           | 0           | -              | -              | -              | 2                 | 0                 | 6      | 0     |
| 1984-1985 | RC Lens                |      | Division 1     | 37          | 0           | -              | -              | -              | 5                 | 0                 | 42     | 0     |
| 1985-1986 | RC Lens                |      | Division 1     | 24          | 0           | -              | -              | -              | 2                 | 0                 | 26     | 0     |
| 1986-1987 | RC Lens                |      | Division 1     | 38          | 0           | C3             | 2              | 0              | 7                 | 0                 | 47     | 0     |
| 1987-1988 | RC Lens                |      | Division 1     | 34          | 0           | -              | -              | -              | 6                 | 0                 | 40     | 0     |
|           |                        |      | Sous-total     | 166         | 0           |                | 2              | 0              | 25                | 0                 | 193    | 0     |
| 1988-1989 | Olympique de Marseille |      | Division 1     | 38          | 0           | -              | -              | -              | 10                | 0                 | 48     | 0     |
| 1989-1990 | Olympique de Marseille |      | Division 1     | 25          | 0           | C1             | 5              | 0              | 2                 | 0                 | 32     | 0     |
| 1990-1991 | Olympique de Marseille |      | Division 1     | 0           | 0           | -              | -              | -              | -                 | -                 | 0      | 0     |
|           |                        |      | Sous-total     | 63          | 0           |                | 5              | 0              | 12                | 0                 | 80     | 0     |
| 1991-1992 | Girondins de Bordeaux  |      | Division 2     | 31          | 0           | -              | -              | -              | 4                 | 0                 | 35     | 0     |
| 1992-1993 | Girondins de Bordeaux  |      | Division 1     | 31          | 0           | -              | -              | -              | 2                 | 0                 | 33     | 0     |
| 1993-1994 | Girondins de Bordeaux  |      | Division 1     | 30          | 0           | C3             | 6              | 0              | 3                 | 0                 | 39     | 0     |
| 1994-1995 | Girondins de Bordeaux  |      | Division 1     | 32          | 0           | C3             | 4              | 0              | 3                 | 0                 | 39     | 0     |
| 1995-1996 | Girondins de Bordeaux  |      | Division 1     | 35          | 0           | CI + C3        | 8+12           | 0+0            | 3                 | 0                 | 58     | 0     |
|           |                        |      | Sous-total     | 159         | 0           |                | 30             | 0              | 15                | 0                 | 204    | 0     |
| 1996-1997 | Hércules Alicante      |      | Primeira Liga  | 10          | 0           | -              | -              | -              | -                 | -                 | 10     | 0     |
|           |                        |      | Sous-total     | 10          | 0           |                | 0              | 0              | 0                 | 0                 | 10     | 0     |
|           |                        |      | TOTAL CARRIÈRE | 398         | 0           |                | 37             | 0              | 52                | 0                 | 487    | 0     |

- 357 matchs en Division 1[5]
- 31 matchs en Division 2
- 10 matchs en Liga
- 5 matchs en Coupe d'Europe des Clubs Champions
- 24 matchs en Coupe de l'UEFA
- 8 matchs en Coupe Intertoto

## Palmarès

### En club
- Champion de France en 1989 et en 1990 avec l'Olympique de Marseille
- Vainqueur de la Coupe de France en 1989 avec l'Olympique de Marseille
- Vainqueur de la Coupe Intertoto en 1995 avec les Girondins de Bordeaux
- Champion de France de Division 2 en 1992 avec les Girondins de Bordeaux
- Finaliste de la Coupe de l'UEFA en 1996 avec les Girondins de Bordeaux
- Vainqueur du groupe Nord du Championnat de France de Division 3 en 1983 avec le RC Lens

### EnÉquipe de France
- 3 sélections Espoirs en 1983
- 1 sélection A' en 1993
- 3e du Tournoi de Toulon en 1983 avec les Espoirs

### Record et Repères
- Record d'invincibilité en championnat de France lors de la saison 1992-1993 avec 1176 minutes, sous les couleurs des Girondins de Bordeaux
- 1er match en Division 1 : le 29 septembre 1980, Lens - Bastia (5-0)
- Dernier match en Division 1 : le 18 mai 1996, Lille - Bordeaux (0-2)